# Йюхен
Йюхен (нем. Jüchen) — коммуна в Германии, в земле Северный Рейн-Вестфалия.
Подчиняется административному округу Дюссельдорф. Входит в состав района Рейн-Нойс.  Население составляет 22,7 тыс. человек (2009); в 2000 г. — 22,6 тысяч. Занимает площадь 71,84 км². Официальный код  —  05 1 62 012.
Коммуна подразделяется на 30 сельских округов.

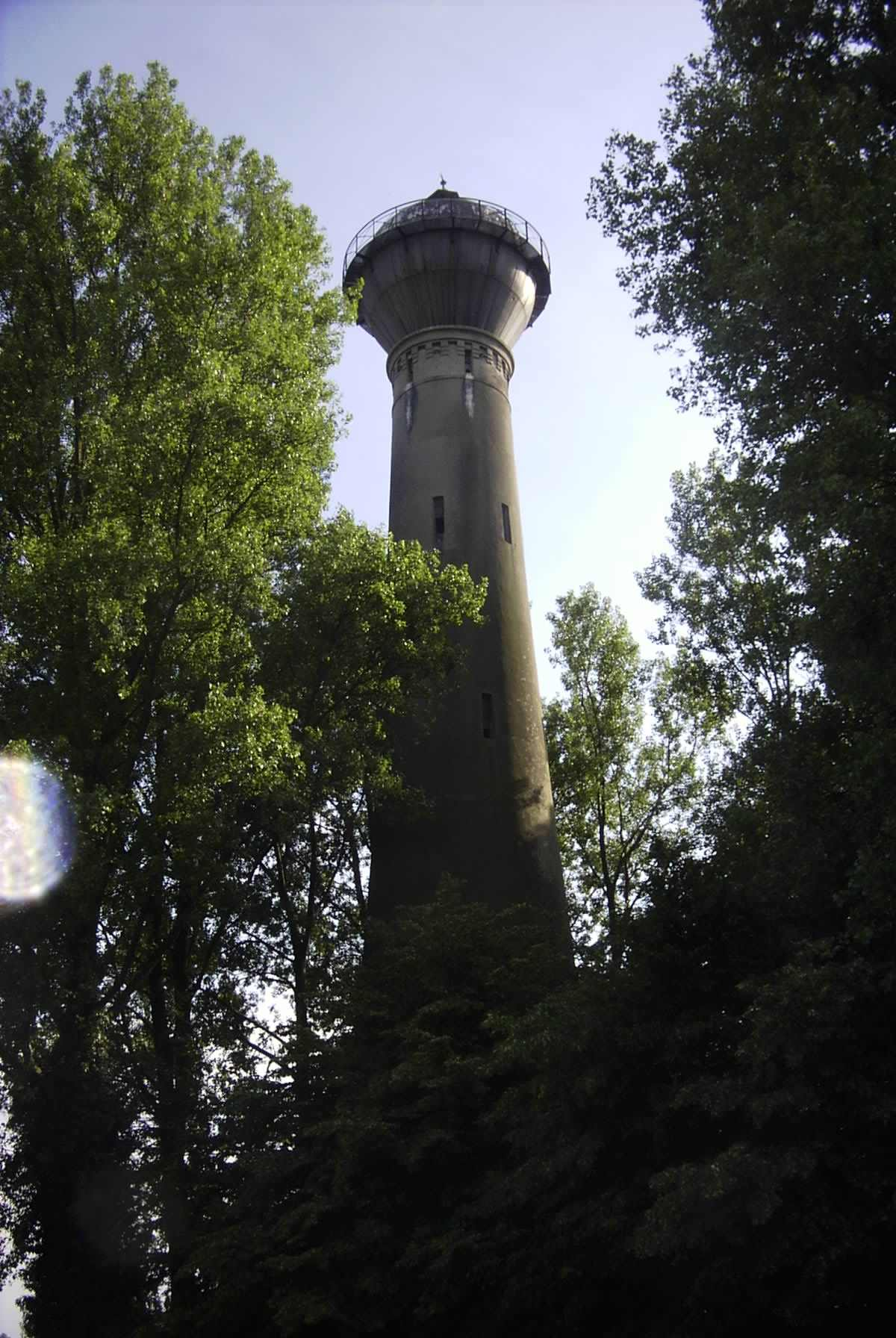
Йюхен